# فورت لادردیل (فلوریدا)
فورت لادردیل (به انگلیسی: Fort Lauderdale)، نام شهری است در ایالت فلوریدا از کشور ایالات متحده آمریکا و حومه میامی می‌باشد و در بخش شهرستان براوارد، فلوریدا قرار دارد و جمعیت آن براساس آخرین سرشماری در سال ۲۰۱۸، ۱۸۲٫۵۹۵ می‌باشد. این شهر یک مکان گردشگری پرطرفدار است که میانگین دمای آن در طول سال ۷۵٫۵ درجه فارنهایت (۲۴٫۲ درجه سانتیگراد) و ۳۰۰۰ ساعت آفتاب در سال است. یش از ۵۶۰ هتل، و نزدیک به ۳۶٬۰۰۰ اتاق هتل در این شهر وجود دارد. از این رو، این شهرستان نزدیک به ۸۷ میلیون دلار از مالیات ۵٪ هتلداری خود، جمع‌آوری کرده‌است. علاوه بر این، تردد ۳٫۸۹ میلیون مسافر از بندر اورگلیدز، آن را به سومین بندر بزرگ دریایی جهان تبدیل کرده‌است. فورت لادردیل بزرگ بیش از ۴۰۰۰ رستوران، ۶۳ زمین گلف، ۱۲ مرکز خرید، ۱۶ موزه، ۱۳۲ کلوپ شبانه، ۲۷۸ پارکینگ پارکلند و ۱۰۰ مارینا دارد که ۴۵۰۰۰ قایق بادبانی ساکن دارند. نام گذاری فورت لادردیل پس از سلسله قلعه‌هایی است که ایالات متحده در جنگ دوم سمینول ساخته‌است. قلعه‌ها نام خود را از سرگرد ویلیام لادردیل (۱۸۳۸–۱۷۸۲) برادر کوچکتر سرهنگ جیمز لادردیل گرفتند. ویلیام لادردیل فرمانده جدائی از سربازانی بود که قلعه اول را ساختند. توسعه شهر تا ۵۰ سال پس از رها شدن قلعه‌ها در پایان درگیری شروع نشده بود.
سه قلعه به نام «فورت لادردیل» ساخته شده‌است: اولین در نیو ریور، دوم در تارپون بند و سوم در نزدیکی محل مارینا باهیا قرار داشت.استادیوم باشگاه فوتبال اینترمیامی که لیونل مسی را در اختیار دارد در این منطقه قرار دارد.